# Hunter of Stars
«Hunter of Stars» (укр. «Мисливець за зірками») — пісня швейцарського співака Sebalter, з якою він представляв Швейцарію на пісенному конкурсі Євробачення 2014 у Копенгагені, Данія. У фіналі конкурсу пісня набрала 64 бали та посіла 13 місце.